# Grupo Votorantim
Votorantim S.A. ist ein brasilianisches Unternehmen mit Firmensitz in São Paulo.
Zum Konzern Grupo Votorantim gehören Unternehmen, die Zement, Zellulose, Papier, Aluminium, Zink, Nickel, Stahlträger, Filme aus Polypropylen, Produkte der Spezialchemie und  Orangensaft herstellen.
Der Konzern machte im Jahr 2021 einen Gewinn von 7,1 Mrd. Real, was rund 1,3 Mrd. Euro entspricht. 

## Geschichte
Das Unternehmen wurde von dem portugiesischen Einwanderer Antônio Pereira Inácio 1918 in Votorantim gegründet. Sein Schwiegersohn José Ermírio de Morais führte und vergrößert das Unternehmen weiter. Als Enkel ist gegenwärtig Antônio Ermírio de Moraes Mitglied des Verwaltungsrates der Grupo Votorantim.
Teil des Konglomerats ist auch die Banco Votorantim (BV) und deren Tochterunternehmen BV Financeira. Diese belegen derzeit den dritten Rang im Finanzierungs-Ranking und agieren auf einem Markt mit Bank- und Finanzdienstleistern, die von ausländischen Investoren begründet wurden oder schon längere Zeit im Markt sind. Die BV erhielt zuletzt dreimal in Folge den Preis der Revista Exame als beste Finanzierungsgesellschaft des Landes.
Die Unternehmensgruppe ist multinationalisiert. Grupo Votorantim erwarb unter anderem ein Aluminium-Werk in Kanada, zu der die Companhia Brasileira de Alumínio (CBA) gehört.
Der jüngste Zweig der Unternehmensgruppe ist das vor vier Jahren gegründete Votorantim Ventures, ein Investmentfonds mit 300 Mio. Dollar Kapital, der eine Strategie breit gefächerter Investitionen in Zukunftstechnologien und potentielle Wachstumsbranchen wie Biotechnologie, Bioinformatik, Daten- und Callcenter, E-Commerce und Biodiversität verfolgt.